# Wilhelm Pieck
Wilhelm Pieck (Guben, Brandenburg, 1876-Berlín Est, 1960) fou un polític alemany, primer President de la República Democràtica Alemanya (RDA).
Obrer ebenista de professió, s'afilià al Partit Socialdemòcrata d'Alemanya (SPD) el 1895. En esclatar la Primera Guerra Mundial, s'enquadrà en l'ala esquerra del Partit, oposada al suport al conflicte i partidari de la Revolució. Com a membre de la Lliga Espartaquista de Karl Liebknecht i Rosa Luxemburg fou un dels fundadors del Partit Comunista d'Alemanya (KPD) el 1918. Després de la derrota de la insurrecció revolucionària d'aquell any fugí a Itàlia.
El 1921 tornà a Alemanya i fou elegit diputat comunista del Parlament de Prússia (1921-1928) i del Reichstag (1928-1933). després de l'arribada al poder del Partit Nacional Socialista dels Treballadors Alemanys s'exilià a París, i a partir de 1939 va viure a l'URSS.
Durant l'exili escalà posicions en la Komintern i fou elegit secretari general del KPD el 1935. Durant la Segona Guerra Mundial presidí el Comitè per una Alemanya Lliure, organisme impulsat pels comunistes per a agrupar tota l'oposició a Adolf Hitler.
En tornar a Berlín després de la victòria aliada en la guerra, el maig de 1945, dirigí les gestions per a la unificació de comunistes i socialdemòcrates en el Partit Socialista Unificat d'Alemanya (SED), del que fou elegit secretari general l'abril de 1946, compartint el càrrec amb el líder socialdemòcrata Otto Grotewohl. El 1950 cedí la secretaria general a Walter Ulbricht. Després de la constitució de la República Democràtica Alemanya l'octubre de 1949 fou elegit el seu primer Cap d'Estat, ocupant el càrrec fins a la seva mort el 1960.